# Magomedraszul Muhtarovics Gazimagomedov
Magomedraszul Muhtarovics Gazimagomedov (oroszul: Магомедрасул Мухтарович Газимагомедов; Tindi, 1991. április 8. –) orosz szabadfogású birkózó. A 2018-as birkózó-világbajnokságon döntőbe jutott 70 kg-os súlycsoportban, szabadfogásban. A 2015-ös Európai Játékokon szabadfogásban a 70 kg-os súlycsoportban aranyérmet szerzett. A 2015-ös birkózó világbajnokságon aranyérmet szerzett 70 kg-os súlycsoportban, szabadfogásban.

## Sportpályafutása
A 2018-as birkózó-világbajnokságon a 70 kg-osok súlycsoportjában megrendezett döntő során az bahreini színekben induló Adam Batirov lesz ellenfele.